# FC Montreux-Sports
El FC Montreux-Sports es un equipo de fútbol de Suiza que juega en la 1. Liga, la cuarta división de fútbol en el país.

## Historia
Fue fundado en el año 1903 en la ciudad de Clarens de la comuna de Montreaux con el nombre Montreaux-Narcisse como parte de la asociación Les Sages du Montreux-Sports creada por Claude Francey.
En la temporada 1910/11 juega por primera vez en la Superliga de Suiza donde termina en sexto lugar entre siete equipos, permaneciendo por cuatro temporadas en la primera división nacional hasta que descendió en la temporada 1913/14 luego de una reorganización de la liga para la siguiente temporada.
Para la temporada de 1915/16 el club retorna a la Superliga de Suiza, en 1917 cambia su nombre por su denominación actual, temporada en la que solo lograron un punto y descendieron en la siguiente temporada.
En la temporada 1920/21 el club retornaría a la primera categoría, donde jugaron por cuatro temporadas hasta que descendieron en 1924/25.
Desde entonces el club ha estado en las divisiones regionales de Suiza.

## Palmarés
- Challenge League: 0

- Subcampeón: 2

1926/27, 1930/31